# كيث كوكس
كيث كوكس (30 أغسطس 1903 في نيوزيلندا - 8 نوفمبر 1977 في نيوزيلندا) (بالإنجليزية: Keith Cox)‏ هو لاعب كريكت نيوزلندي.

## وصلات خارجية
- كيث كوكس على موقع إي آس بي آن كريك إنفو (الإنجليزية)